# Фрумушень
Фрумушень, Фрумушені (рум. Frumușeni) — село у повіті Арад в Румунії. Адміністративний центр комуни Фрумушень.
Село розташоване на відстані 407 км на північний захід від Бухареста, 13 км на південний схід від Арада, 41 км на північний схід від Тімішоари.

## Населення
За даними перепису населення 2002 року у селі проживали 1563 особи.
Національний склад населення села:
| Національність | Кількість осіб | Відсоток |
| -------------- | -------------- | -------- |
| румуни         | 1445           | 92,5%    |
| угорці         | 72             | 4,6%     |
| німці          | 36             | 2,3%     |

Рідною мовою назвали:
| Мова      | Кількість осіб | Відсоток |
| --------- | -------------- | -------- |
| румунська | 1482           | 94,8%    |
| угорська  | 47             | 3,0%     |
| німецька  | 30             | 1,9%     |